# سيد سيمبسون
سيد سيمبسون (بالإنجليزية: Sid Simpson)‏ هو رائد أعمال وسياسي أمريكي، ولد في 20 سبتمبر 1894 في كارولتون في الولايات المتحدة، وتوفي في 26 أكتوبر 1958 في بيتسفيلد في الولايات المتحدة. حزبياً، نشط في الحزب الجمهوري.

## مناصب
- انتخب عضو  [لغات أخرى]‏.
- انتخب أمين الخزينة.
- انتخب رئيس مجلس الإدارة.
- انتخب عضو مجلس النواب الأمريكي.